# Shot of Love (piosenka Boba Dylana)
Shot of Love – piosenka skomponowana przez Boba Dylana, nagrana przez niego w maju 1981 r., wydana na albumie Shot of Love w sierpniu 1981 r.

## Historia i charakter utworu
Utwór ten został nagrany w studiu Clover Recorders w Los Angeles w Kalifornii na początku maja 1981 r. Była to czternasta sesja nagraniowa tego albumu. Producentem sesji byli Chuck Plotkin i Bob Dylan.
Piosenka ta jest zasadniczo mocnym rockandrollowym utworem z gospelowo-bluesowym nastrojem, podkreślonym niejasnym rytmem reggae. Narrator piosenki od razu informuje, że nie potrzebuje heroiny ani innych substancji - tylko „strzału miłości”. To jedyna rzecz zdolna do doprowadzenia grzesznika na kolana. Dylan uważał tę piosenkę za jego najbardziej doskonały utwór, tak przynajmniej powiedział w wywiadzie udzielonym Martinowi Kellerowi z magazynu Us 2 stycznia 1984 r.:
| Celem muzyki jest podniesienie i inspirowanie ducha. Ci, którzy troszczą się o to, gdzie Bob Dylan teraz jest, powinni posłuchać „Shot of Love”. To moja najbardziej doskonała piosenka. Ona określa, gdzie jestem duchowo, muzycznie, romantycznie i jakkolwiek jeszcze. Ona pokazuje, gdzie leżą moje sympatie. To wszystko jest w tej jednej piosence. |

Pisarze Michael Roos i Don O’Meara wykryli w tej piosence sporą miarę goryczy. Sugerują oni, że utwór ten jest „jasnym przykładem paranoi, którą kiedykolwiek umieszczono na płycie. Nigdy nie wydawał się tak gniewny publicznie”. Uważają, że jego życie znajduje się w ruinie, a słuchacze mylą się. Podkreślają, że niektóre z tych jego piosenek, muszą być zaliczone do najlepszych artystycznie.
Dylan wykonywał tę piosenkę w czasie tournée w 1981 r. Powrócił do niej ponownie podczas tournée z Tomem Pettym and the Heartbreakers w 1986 r. Ponownie zaczął ją wykorzystywać w 1989 r., w czasie wczesnej fazy „Never Ending Tour”.

## Muzycy
Sesja 14
- Bob Dylan - wokal, gitara
- Steve Ripley - gitara
- Fred Tackett - gitara
- Danny Kortchmar - gitara
- Steve Douglas - saksofon
- Benmont Tench - instrumenty klawiszowe
- Carl Pickhardt - fortepian
- Tim Drummond - gitara basowa
- Jim Keltner - perkusja
- Madelyn Quebec, Regina Havis, Clydie King - chórki

## Dyskografia
Albumy
- Shot of Love (1981)

## Wykonania piosenki przez innych artystów
- Michel Montecrossa - Michel's Bob Dylan Fest (2001)
- Develish Doubledylans na albumie różnych wykonawców May Your Song Always Be Sung: The Songs of Bob Dylan, Volume 3 (2003)